# 岩泽分解
数学中，半单李群的岩泽分解 KAN 推广了实方阵能写成一个正交矩阵和上三角矩阵的乘积（格拉姆-施密特正交化之推论）。以创立者日本数学家岩泽健吉命名。

## 定义
- G 是一个连通半单实李群。
- {\displaystyle {\mathfrak {g}}_{0}} 是 G 的李代数。
- {\displaystyle {\mathfrak {g}}} 是 {\displaystyle {\mathfrak {g}}_{0}} 的复化。
- θ 是 {\displaystyle {\mathfrak {g}}_{0}} 的一个嘉当对合。
- {\displaystyle {\mathfrak {g}}_{0}={\mathfrak {k}}_{0}\oplus {\mathfrak {p}}_{0}} 是相应的嘉当分解。
- {\displaystyle {\mathfrak {a}}_{0}} 是 {\displaystyle {\mathfrak {p}}_{0}} 的一个极大阿贝尔子空间。
- Σ 是 {\displaystyle {\mathfrak {a}}_{0}}的限定根，对应于 {\displaystyle {\mathfrak {a}}_{0}} 作用在 {\displaystyle {\mathfrak {g}}_{0}} 上的特征值。
- Σ+ 是 Σ 的正根。
- {\displaystyle {\mathfrak {n}}_{0}} 是由 Σ+ 的根空间的和给出的幂零李代数。
- K,A, N 分别是由 {\displaystyle {\mathfrak {k}}_{0},{\mathfrak {a}}_{0}} 和 {\displaystyle {\mathfrak {n}}_{0}}生成的子群。

那么，{\displaystyle {\mathfrak {g}}_{0}} 的岩泽分解为
{\displaystyle {\mathfrak {g}}_{0}={\mathfrak {k}}_{0}+{\mathfrak {a}}_{0}+{\mathfrak {n}}_{0}}，
G 的岩泽分解为：
{\displaystyle G=KAN}
A （或等价的 {\displaystyle {\mathfrak {a}}_{0}}）的维数称为 G的实秩 。
岩泽分解对一些不连通半单李群G 也成立，此时 K 为（不连通）极大紧子群并假定 G 的中心有限。

## 例子
如果 G=GLn(R)，那么可取 K 为正交矩阵，A 为正对角矩阵，N 为幂幺群（对角元全1的上三角矩阵）。